# Leptosphaeria sacchari
Leptosphaeria sacchari är en svampart som beskrevs av Breda de Haan 1892. Leptosphaeria sacchari ingår i släktet Leptosphaeria och familjen Leptosphaeriaceae.   Inga underarter finns listade i Catalogue of Life.